# Grosser Hafner
Grosser Hafner (v překladu Velký hrnčíř) je 3076 m vysoká hora ležící v Rakousku ve východní části pohoří Vysoké Taury. Tvoří spolu s několika blízkými vrcholy podskupinu zvanou Hafnergruppe, která se vypíná na severní straně údolí Maltatal na jehož konci byla vybudována velká přehradní nádrž Kölnbreinspeicher (1902 m).

## Geografie
Grosser Hafner je obklopen třemi ledovci: na severu je to Rotgüldenkees (0,5 km²), na východě nejmenší, již zanikající Lanischkees a na západě rozpukaný Wastelkarkees. Ledovce jsou zde podstatně menší než u vrcholů v sousední, vyšší skupině Ankogelgruppe (Ankogel, Hochalmspitze). Hlavní vrchol Hafneru tvoří spolu s vrcholy Kleiner Hafner (3 017 m), Karschneideck (2 971 m), Lanischeck (3 023 m) a dvojvrcholem Sonnblick (3 030 a 3 000 m), vysoký předěl mezi hluboce zaříznutým údolím Maltatal na jihozápadní straně a mírnějším údolím Liesertal na východní straně. Skupina je zároveň rozvodím řek Malta a Lieser. Poloha samotného Grosser Hafneru je přímo na hranici spolkových zemí Salcburska a Korutan.

## Přístup
Přístup k vrcholu je možný ze tří stran. Všechny varianty jsou určeny vysokohorským turistům se zažitým pohybem ve velehorském terénu. Východní cesta dokonce překračuje ledovec Lanischkees (bez trhlin).
Východ
Jednou z možných variant výstupu je cesta č. 16 vedoucí z obce Sankt Peter na východě masivu, ležící asi 10 km pod silničním sedlem Katschberg. Cesta je velmi dlouhá (15 km) a vede poměrně mírně podél pastvin a zelených luk dolinou Liesertal. V horním patře doliny míjí vodopád Lieserfall, několik salaší a zcela v závěru údolí se nalézají tři jezera Lanischseen. Následuje prudký výstup nejprve sutí, potom po ledovci do sedla Lanischscharte a odtud sestup směrem k chatě Kattowitzer Hütte (2 319 m). Nad chatou v kotlině Ochsenkar se tato cesta napojuje na obvyklou trasu vedoucí od chaty na vrchol. Východní varianta je krajinově zajímavější a náročnější než výstupy od západu.
Západ
Zde je možno dosáhnou chaty Kattowitzer Hütte hned dvěma cestami. Jedna začíná přímo u hráze přehrady Kölnbreinspeicher, nad kotlem Wastelkar překonává vrchol Gamsleiten Kogel (2 342 m) a traversuje travnatý svah k chatě. Druhá cesta startuje u chaty Gmündener Hütte (1 186 m) v údolí Maltatal. Výstup (hlavně jeho první část) je velmi prudký, vede nejprve serpentinami lesem a dochází k salaším Obere Maralmhütte (1 813 m). Odtud stezka zmírňuje a po 1,30 hod. dochází k chatě Kattowitzer Hütte.
Sever
Severní cesta vede od chaty Rotgüldensee Hütte (1 702 m) stojící na břehu stejnojmenného jezera, odkud se otevírá pohled na severní stěnu Hafneru ověnčenou ledovcem. Cesta č. 541 míjí vrchní jezero Obere Rötguldensee a velmi strmě dosahuje sedla Wastelkar Scharte (2 720 m) ležícího v severozápadním rameni vrcholu. Stezka sestupuje na ledovec Wastelkarkees, který traversuje a vychází na jihozápadní rameno vrcholu do výšky 2 757 m, kde se napojuje na výstupovou cestu vedoucí od chaty Kattowitzer Hütte. Po vcelku širokém vrcholovém hřebeni snadno na plošně malý vrchol s křížem.